# Alessandro (mitologia)
Nella mitologia greca,  Alessandro  era il nome di uno dei figli di Euristeo.

## Il mito
Alessandro, da non confondersi con il più celebre Alessandro Magno o con Paride Alessandro, riuscì a diventare uno dei re degli Achei, discendenti del primo re Acheo. Alessandro fu l'ultimo re di cui si ha notizie nel mito secondo l'ordine di Igino.
Durante la lotta che gli Ateniesi mossero agli Eraclidi uccisero sia Euristeo che molti fra i suoi figli incluso Alessandro.

### Interpretazione e realtà storica
Famosi sono gli elenchi di Igino, che spesso vengono citati nelle sue favole, l'elenco dei re degli achei non segue un ordine cronologico inserendo per ultimo tale Alessandro, ma non essendo tale secondo i racconti. Altre fonti che rispettano l'ordine dei tempi, anche se in contrasto con loro, sono Apollodoro e Pausania.

### Fonti
- Igino, Fabulae 124
- Pseudo-Apollodoro, Libro II - 1, 1-3 e 8, 1
- Pausania, Libro II, 15 e 16
- Lipsia, Libro II, 11-16

### Moderna
- Robert Graves, I miti greci, Milano, Longanesi, ISBN 88-304-0923-5.
- Angela Cerinotti, Miti greci e di roma antica, Prato, Giunti, 2005, ISBN 88-09-04194-1.
- Anna Ferrari, Dizionario di mitologia, Litopres, UTET, 2006, ISBN 88-02-07481-X.
- Anna Maria Carassiti, Dizionario di mitologia classica, Roma, Newton, 2005, ISBN 88-8289-539-4.